# Jean Knight
Pour les articles homonymes, voir Knight.
Jean Knight, de son vrai nom Jean Caliste, née le 26 janvier 1943 à La Nouvelle-Orléans et morte le 22 novembre 2023, est une chanteuse américaine.

## Biographie
Elle est surtout connue pour le single Mr. Big Stuff (Stax Records, 1971).

## Discographie

### Albums
- Mr. Big Stuff (1971)
- My Toot Toot (1985)
- Shaki de Boo-Tee (1997)
- Queen (1999)